# Expédition de 1512 le long du fleuve Atrato
L’expédition de 1512 le long du fleuve Atrato est l'une des plus importantes menées par les conquistadors pour retrouver les sites aurifères exploités par les Amérindiens. Elle a permis d'identifier ce qui va devenir les mines d'or du Choco, très riches en métal précieux alluvionnaire, exploitées ensuite pendant trois siècles et qui seront la première source d'or au monde au début du XIXe siècle.

## Historique
C'est Vasco Núñez de Balboa qui découvrit la présence de cet or, grâce aux cadeaux des indiens de la partie nord du Choco en contact avec l'Atlantique. Il a lancé cette expédition après qu’une inondation ait ruiné les semailles plantées autour de Santa Maria la Antigua del Darién, ville fondée par lui seulement deux ans auparavant, en 1510.
Pour cette expédition, il disposait d'interprètes, anciens compagnons de Diego de Nicuesa, perdus dans la forêt et recueillis par des Indiens. Ils remontèrent le long du rio Atrato, un territoire de Bayous, lagons, et mangroves, et entrèrent dans le fief de Dabaibe (Davaive), un chef indien qui commerce des enfants contre de l’or, pour les manger, selon les espagnols. 
Vasco Núñez de Balboa est arrivé jusqu'à l'embouchure de l'actuel Rio Sucio. L'expédition fut relatée dans Très brève relation de la destruction des Indes, par Bartolomé de Las Casas (1542)en ces termes : « ils décidèrent d'aller inquiéter, tourmenter, voler, faire prisonniers et tuer les plus éloignés et de leur prendre leur nourriture et leur or avec la justice qui leur fait droit ; l'habitude de Vasco Núñez et de sa compagnie était de tourmenter les indiens qu'ils faisaient prisonniers pour découvrir les villages des seigneurs qui avaient le plus d’or et la plus grande abondance de nourriture. Ils les attaquaient de nuit à feu à sang, si les indigènes ne disposaient pas d’espions ou n’étaient pas avisés (...) ils décidèrent donc de partir sur deux brigantins ou canoës avec une grande dévotion à la recherche de ce dieu de Dabayba, ou plutôt de l'or auquel ils sacrifiaient leurs vies malheureuses, et Vasco Núñez de Balboa partit avec 160 hommes, Colmenares avec lui, auquel il ordonna de remonter le fleuve Grande avec le tiers d'entre eux ».
Les descriptions de l'expédition font état d'un peuplement indien plus dense qu'au cours des siècles suivants et confortent la thèse d'un peuplement en 1512 par les Kunas, qui vivaient sur la partie basse des rives de l'Atrato, la partie haute étant occupée par les Indiens Chocoes, et qui ensuite migrèrent au nord, une fois que la population des Indiens Cuevas fut décimée, thèse défendue par l'anthropologue colombienne Patricia Vargas Sarmiento ou la sociologue Kathleen Romoli.
L'année suivante, Vasco Núñez de Balboa apprit par Panquiano, le fils du chef indien Comagre, l'existence d'un endroit dont les habitants échangeaient avec lui des perles et de l'or contre des tissus et des prisonniers, situé sur les rives d'un grand océan. Francisco López de Gómara, chapelain et biographe d'Hernán Cortés, écrivit que « dès qu'il entendit parler de l'autre mer, il le prit dans ses bras et le remercia de cette grande nouvelle ». En septembre 1513, après avoir descendu en pirogue le rio Chuchunaque, il découvrait l'océan Pacifique.
Le successeur de Vasco Núñez de Balboa, Pedro Arias Dávila, qui le fit décapiter en 1519, entra dans d'autres conflits avec les indiens qui lui rendirent la tâche difficile. Les mines d'or du Rio Choco produisirent pour environ un million de pesos entre 1511 et 1515, soit l'essentiel du 1,509 million de pesos d'or qui arrivait dans le port de Séville en Espagne, ce qui a amené Madrid à appeler la région la Castille d'Or dès 1513.